# Sarah Millican
Sarah Millican, född 29 maj 1975 i South Shields i Tyne and Wear, är en brittisk ståuppkomiker som vunnit flera priser. Bland annat fick hon pris som bästa nykomling vid Edinburgh Festival Fringe 2008. Därefter har hon medverkat i flera TV- och radioshower. Bland annat 7 Day Sunday på BBC Radio 5 Live och Loose Women.

## DVD
- Chatterbox Live (21 november 2011)
- Thoroughly Modern Millican Live (12 november 2012)
- The Sarah Millican Television Programme Best of Series 1 & 2 (11 november 2013)
- Home Bird (17 november 2014)

## Utmärkelser och nomineringar
- So You Think You're Funny (2:a) 2005
- BBC New Comedy Awards (finalist) 2005
- Funny Women (nominerad) 2005
- Chortle Awards (bästa nykomling-nominering) 2006
- North West Comedy Awards (bästa "Breakthrough Act") 2007[4]
- if.comedy award (bästa nykomling) 2008